# ژیوکو وانگلوف
ژیوکو وانگلوف (بلغاری: Живко Вангелов؛ زادهٔ ۷ ژوئیهٔ ۱۹۶۰) کشتی‌گیر اهل بلغارستان است.